# السلام عليك أيها النبي
السلام عليك أيها النبي هو مشروع في مكة يهدف إلى «التعريف بالنبي محمد، وبرسالته، وشريعته، بالعلم والحكمة، عبر الأساليب العصرية والتقنيات الحديثة» أسسه ويشرف عليه ناصر بن مسفر الزهراني.
ويشمل المشروع عددًا من الأقسام الكبرى منها: جامعة ومعرض ومتحف يُعرض فيه من خلال شاشات عرض ضخمة ومجسمات بالحجم الطبيعي، لكل ما ورد ذكره في القرآن الكريم والسيرة النبوية من أدوات، ومقتنيات، وملابس، وغيرها، تحاكي ما كانت عليه في عهد النبي محمد، وموسوعة السلام عليك أيها النبي

## الموسوعة
نعرف الموسوعة نفسها مشروعا علميّا لتوثيق السيرة النبوية والسنة الشريفة، وتنقيتها، واعتماد ما صحت نسبته إلى النبي، عبر منهج علمي محكم، وإعادة برمجتها وهيكلتها وتبويبها، وتقديمها في أساليب جديدة، وطرق حديثة، وتقنيات متطورة، وتشتمل على عدد كبير من الموسوعات تهدف إلى أن تبلغ الثلاثين جزءا، اهمها:
1.	موسوعة التوحيد.
2.	موسوعة الثناء الرباني.
3.	موسوعة الجسد النبوي الشريف.
4.	موسوعة الفضائل والشمائل النبوية.
5.	موسوعة أفعال النبي - صلى الله عليه وآله وسلم - وأحواله.
6.	موسوعة اليوم الآخر.
7.	موسوعة العبادات والمعاملات.
8.	موسوعة الجهاد و الغزوات.
9.	موسوعة الحديث الصحيح.

## المتاحف الحضارية العالمية
تقوم فكرة المتحف على تصنيع ما استعمله النبي محمد أو امتلكه، أو ورد ذكره على لسانه من: أثاث - وسلاح - ولباس - وأوانٍ - ومقتنيات - وعملات - ومكاييل - وموازين - وغيرها، بهدف الشرح العملي والمثال التطبيقي والتعريفي لها، إضافة إلى استخدام أحدث وسائل التقنية في التصوير والتجسيد والعرض والشرح والتوصيف لتلك الأشياء التي يحتاج الناس إلى معرفة أشكالها وأوصافها وحقائقها، حيث يتم عرضها في هذا القسم لتكتمل بذلك أهداف الموسوعة بالتوثيق الكامل لعصر النبوة بكل أبعاده وأشكال الحياة فيه.
وموسوعة «السلام عليك أيها النبي» المتحفية إنما تزيد على ذكر هذه الأشياء وشرحها، أن تعرف بها من خلال صناعتها، وإعادتها للأنظار بعد أن اختفت من حياة الناس، وأن تـختصر ما تناثر في بطون الكتب والمجلدات من شروح وأوصاف، إنه عمل أشبه ما يكون بالأفلام الوثائقية والوسائل التعليمية التي تجسد عصر النبي - صلى الله عليه وآله وسلم - بكل موجوداته وصور حياته.
ولقد حظي المعرض والمتحف بزيارة مئات العلماء من أنحاء العالـم، وكانت فكرة المتحف محل إعجابهم وتأييدهم، ورأوا فيها إبداعًا وابتكارًا وتجديدًا في عرض سنة النبي - صلى الله عليه وآله وسلم - وسيرته الشريفة. 
ويشتمل المتحف كذلك على مجسمات وخرائط، وصور ونماذج تقريبية لمكة المكرمة والمدينة المنورة والمسجد الأقصى، في عهد النبي - صلى الله عليه وآله وسلم - وفي الزمن الحاضر.

## معارض «السلام عليك أيها النبي» الدولية المتنقلة
وهي عبارة عن معارض مصممة بطريقة مبتكرة، يسهل نقلها للمشاركة بها حول العالم، وتشتمل على نماذج مـختارة من المعرض الحضاري السابق ذكره، وشاشات متطورة تعطي فكرة حية، وصورة موجزة، ولـمحة واضحة عن السيرة النبوية والتعريف بالنبي محمد، وبحقيقة الإسلام ومحاسن تعاليمه وجميل مثله، وسيكون مضمون هذه المعارض مترجمًا بعدة لغات عالمية، ويتم التنقل بها في أنحاء العالـم، وفق آلية محكمة وخطة منظمة.

## مكـتبة «السلام عليك أيها النبي» العالميّة
مكتبة نوعيّة متخصّصة، يتم فيها جمع واستيعاب كل ما كتب عن النبي من كتب ومؤلّفات ومصادر ومراجع ومطبوعاتٍ باللغة العربيّة وغيرها من اللغات الأجنبيّة، إضافة إلى الأعمال الصوتية والمرئية وغيرها. وقد تم افتتاح نواة لها بمقر المشروع بمكة.

## جامعة «السلام عليك أيها النبي» العالميّة
جامعة نوعيّة متخصّصة، تمنح الدّارسين فيها شهادات متخصصة في الكتاب والسنة، بأساليب علمية حديثة تتماشى مع روح الموسوعة ومنهاجها، وتتواكب مع إبداعاتها وتفردها، وترسخ في الثقافة العامة وفي أذهان الناس مكانة القرآن الكريم والسنة النبوية.

## قناة «السلام عليك أيها النبي» الإعلاميّة
قناة «السلام عليك» الفضائية هي النافذة الإعلامية الرسمية للمشروع الإنساني العالمي «السلام عليك أيها النبي»، وما يتعلق به من مناشط وفعاليات، كما أنها المنوط بها معالجة المادة العلمية الخاصة بالمشروع، والعمل على تلفزتها، والإفادة من التكنولوجيا الحديثة في التعريف الأمثل بالإسلام القائم على القرآن الكريم والسنة النبوية، وقد بدأ بث القناة باللغة العربية على القمر الصناعي المصري (نايل سات) وفق الإحداثيات التالية: 
القمر: نايل سات
التردد: 11227
الاستقطاب: رأسي
معدل التصحيح: 5 / 6
معدل الترميز: 27500
ويجري العمل على ترجمة المحتوى النوعي إلى عدد من اللغات الحية بأسلوب «الترجمة التحتية المصاحبة للغة العربية»؛ فضلًا عن دبلجة بعضها بعدد من اللغات.

## بوابة «السلام عليك أيها النبي» الإلكـترونية
تتضمن مجموعةً من المواقع المتميّزة والمتخصصة؛ لتكون هذه البوابة، بما تضمنته من المواقع، أوسع وأشمل وأضخم بوابة إلكترونية عالمية عن النبي محمد في العالـم. وقد تم افتتاح الموقع التعريفي للمشروع، كما تم تفعيل شبكة التواصل الاجتماعي.

## مراكز البحث والتّحقيق
لقد تمّ إنشاء مراكز علميّةٍ متطوّرةٍ للبحث والتّحقيق في كلٍّ من: مكة، ومصر، والمغرب، وبعض البلدان الأخرى، ويعمل فيها ما يربو على مائة عالمٍ وباحثٍ وأكاديميٍّ متخصّصٍ، لإنجاز أبحاث الموسوعة وما يتفرّع عنها من مشروعاتٍ علميّةٍ.

## الفروع العالمية
المقر الرئيسي للمشروع: مكة المكرمة، وبدأت الترتيبات لإنشاء عدة معارض في المملكة العربية السعودية وخارجها، وتخطط لفروع في دول أخرى أنجز منها واحد في دبي، وبدئ في العمل على إنجاز أخرى في الإمارات، ومصر، والأردن، والمغرب، وقطر، والكويت، واليمن، وتركيا، وماليزيا، وإندونيسيا، والهند، وألمانيا، وبريطانيا، وأمريكا، وفرنسا، وإسبانيا، وهولندا، وفنلندا، والصين، وغيرها بإذن الله - عز وجل.